# Zaborowo (powiat śremski)
Zaborowo – wieś w Polsce położona w województwie wielkopolskim, w powiecie śremskim, w gminie Książ Wielkopolski.
W latach 1975–1998 miejscowość należała administracyjnie do województwa poznańskiego.
Wieś nad lewym brzegiem Warty, położona 4 km na północny zachód od Książa Wlkp. przy drodze powiatowej nr 4076 z Sroczewa do Świączynia, a także przy drodze powiatowej nr 4079 do Książa Wielkopolskiego.
Pierwsza wzmianka o wsi pochodzi z 1230 r., wtedy komes Bronisz przekazał wieś klasztorowi Cystersów z Paradyża. Zabytkiem wsi prawnie chronionym jest zespół dworski, składający się z dworu z pocz. XX w. i parku z końca XIX w.